# The Girl You Lost to Cocaine
"The Girl You Lost to Cocaine" é um single da cantora australiana Sia. Foi lançado em 27 de março de 2008 como o segundo single de seu álbum de estúdio Some People Have Real Problems.